# Pat Priest
Patricia "Pat" Ann Priest (Bountiful, 15 de agosto de 1936) é uma atriz norte-americana. 

## Carreira
Estreou na TV como a nova Marilyn Monstro, substituindo Beverley Owen. Faria ainda participações em outras séries, como A Feiticeira, Perry Mason e Mary Tyler Moore. Pat ainda estrelaria alguns filmes como Some Call It Loving, East of Eden e Easy Come, Easy Go com Elvis Presley. Atualmente, Pat Priest mora no estado norte-americano de Idaho.
Quando jovem, sua família se mudou de Salt Lake City para Bountiful, Utah. Apesar de sua infância  passada em uma cidade pequena, ela teve um pouco de exposição ao trabalho de entretenimento através de sua mãe, Ivy Baker Priest, que muitas vezes escreveu, dirigiu e produziu road shows para a Igreja Mórmon. Ivy estava cada vez mais ativa na política e, quando Pat entrou na escola, sua mãe foi nomeada Tesoureira dos Estados Unidos.
Ao mudar-se para Washington, D.C., Pat logo começou a ganhar coroas em concursos de beleza. No entanto, ela tinha herdado o interesse de sua mãe no show business, em vez de política, e depois de uma aparição no programa "Art Lamb in Washington", ela deixou a cena social de Washington e fez seu caminho para a Califórnia. Tinha alguma experiência no teatro da comunidade, incluindo a "Alameda Little Theatre", a "London Círcle Players", em Oakland, e os "Players Golden Hind", em Berkeley. Isto a levou a alguns comerciais de TV local e logo começou a receber convites para participar em programas de TV. 
Em 1964, no meio da temporada inicial da série de TV, Os Monstros, Beverly Owen decidiu deixar a série. Marilyn, era a "simples da família", a normal em uma família de "monstros". Pat consegui o papel, e fez sua primeira aparição no último episódio da primeira temporada. Ela permaneceu no papel até que a série terminou em 1966. (No filme, "Munster Go Home", lançado no mesmo ano, Marilyn foi caracterizada por Debbie Watson no papel.
Sua aparição ao lado de Elvis Presley veio um ano depois. No "Easy Come, Easy Go", Pat atua como Dina Bispo, a "menina má", que fica no caminho de Elvis, enquanto ele e Dodie Marshall partem para a busca do tesouro. Pat lembra de Elvis com muita saudade, embora lamenta uma coisa: ela comprou um Cadillac de Elvis (um El Dorado 1967) e, mais tarde, foi trocado por um Pontiac! "Se eu tivesse ele hoje, poderia aposentar-me!", diz ela. Apesar de não estar totalmente aposentada (ela faz ocasionalmente aparições na TV), Pat e seu segundo marido, Fred Hansing, vivem em Haley, Idaho. Pat ainda mantém contato com Al Lewis e Butch Patrick, da série "The Munsters" e, graças a ela, eles ainda fazem aparições públicas frequentes em convenções e shows de autógrafos.